# Орлов, Василий Михайлович
Васи́лий Миха́йлович Орло́в (13 [25] января 1858, Ильинское Звенигородского уезда Московской губернии — 6 [19] апреля 1901, Петербург) — русский композитор, хоровой дирижёр, музыкальный теоретик, собиратель народных песен.

## Биография
Родился в селе Ильинское Звенигородского уезда Московской губернии (ныне городской округ Красногорск Московской области). Учился в Московском синодальном училище и в Московской консерватории по классу гобоя (теорию музыки изучал у П. И. Чайковского); курса не окончил. Преподавал пение в Острожской учительской семинарии.
Затем учился Петербургской консерватории у Н. А. Римского-Корсакова. В течение 10 лет (1884—1893) жил и работал в Тамбовской губернии, руководил хоровой капеллой графа Строганова. С 1893 года руководил хором Казанского собора в Петербурге.
Умер в Петербурге 6 (19) апреля 1901 года.

## Творчество
Автор детских опер («Лисица и виноград», 1895; «Свинья под дубом», 1895; «Снегирь и ласточка», 1895; «Ворона вещунья», 1895; «Снегурка», 1895), хоров, духовных сочинений, романсов.
В 1880 году в Тамбовской губернии записал 193 хоровые песни в 2-голосном изложении, которые аранжировал для 4 голосов, сохранив особенности народного склада. 18 из этих песен были опубликованы в 1890 году А. И. Пальчиковым, ещё 58 выпущены Музгизом в 1949—1950 годы.
Написал также «Искусство церковного пения» и «Регентские таблицы задавания тонов…».
оперы
- Орлов В. М. Ворона-Вещунья : Детская опера в 1-м д. / Музыка и текст В. М. Орлова : [клавир]. — М.: П.Юргенсон, [1895]. — 31 с.
- Орлов В. М. Лисица и виноград : Детская опера в 1-м д. / Музыка и текст В. М. Орлова : [клавир]. — М.: П.Юргенсон, [1895]. — 24 с.
- Орлов В. М. Свинья под дубом : Детская опера в 1-м д. / Музыка и текст В. М. Орлова. — М.: П.Юргенсон, [1895]. — 26 с.
  -  — М.: Гос. изд-во Музсектор, 1928. — 26 с.
- Орлов В. М. Снегирь и ласточка : Детская опера в 1-м д. / Музыка и текст В. М. Орлова : [клавир]. — М.: П.Юргенсон, [1895]. — 25 с.
- Орлов В. М. Снегурка : Детская опера в 1-м д. / Музыка и текст В. М. Орлова. — М.: П.Юргенсон, [1895]. — 33 с.

записи народных песен
- Сб. хоровых произведений / Сост.: К. Б. Птица. — М.; Л., 1949. — Вып. 1 : Народные песни.
  - В вишневом саду: рус. нар. песня / Запись В.Орлова : [для хора a capella]. — С. 41.
  - Сохнет, вянет в поле травка (протяжная) / Обраб. В.Орлова : [для смеш. хора a capella]. — С. 30.
  - У ворот в гусли вдарили (часта́я) / Обраб. В.Орлова : [для смеш. хора a capella]. — С. 23.
- Злы тата́рченки : крестьянская песня / Обработ. В. М. Орловым. — [СПб.]: А. Е. Пальчиков, [1890]. — 3 с.
- Крестьянские песни, записанные в Тамбовской губернии В. М. Орловым [Для пения без сопровожд.]. — СПб.: А. Е. Пальчиков, 1890. — 19 с.
  - Русские народные песни, записанные в Тамбовской губернии В. М. Орловым. — М.; Л.: Музгиз, 1949—1950.
    -  — Вып. 1 [14 песен, изд. в 1890 г. в Пб. А. Е. Пальчиковым]. — 21 с.
    -  — Вып. 2 [36 песен ранее не опубл.]. — 1949. — 43 с.
    -  — Вып. 3 [22 песни ранее не опубл.]. — 1950. — 36 с.
- Орлов В. М. Князь Серебряный : Русская песня, Поцелуйный обряд («Ой, мы с тобой…») : [из неоконч. оперы «Князь Серебряный»] : Перелож. для однородных голосов (a capella). — СПб.; М.: В.Бессель и К°, [1898]. — 3 с.
- Орлов В. М. Ой, веретены! : Русская шуточная : Для смешан. хора без сопровожд. // Библиотека хормейстера. — М., 1975. — Вып. 38. — С. 34-37.
- Реве да стогне Днипр широкий (Малороссийская песня) / Гармонизир. В. М. Орловым; сл. Т. Г. Шевченко. — СПб.; М., 1899. — 3 с. — (Малороссийские песни, 39)
- Русские народные песни / В обраб. для хора в сопровожд. ф-п. В. М. Орлова. — М.: Музыка, 1983. — 31 с. — 3000 экз. — (Содерж.: Ой, веретёны!; Как за реченькой; Вейся, вейся, капустка; На заре-то было, на заре; Полянка)

духовная музыка
- Орлов В. М. Весть Господь пути непорочных : [Для смешан. хора без сопровожд.] / из псалма Давида, пс. 26, ст. 18 // Лисицын М. А. Историческая хрестоматия церковного пения. — СПб., 1902. — Вып. 6. — С. 27-28.
- Орлов В. М. Да исправится молитва моя : [Трио и хор без сопровожд.] // Лисицын М. А. Историческая хрестоматия церковного пения. — СПб., 1902. Вып. 6. — С. 24-26.
- Орлов В. М. Духовно-музыкальные сочинения [для смешанного хора без сопровождения]. — [СПб.], [1893].
  - Благослови душе моя Господа : [с репетиц. партией ф-п.].
  - Блажен муж.
  - Милость мира.
  - Отче наш.
- Орлов В. М. Духовно-музыкальные сочинения [для смешанного хора без сопровождения]. — СПб., 1898.
  -  — СПб., 1899.
    - Во царствии твоем (Великопостное) Московского напева.
- Орлов В. М. Единородный сыне. № 3 [для смешанного хора без сопровождения]. — СПб.: Леопас, [1888]. — 5 с. — (Духовно-музыкальные сочинения В. М. Орлова, № 9).
- Орлов В. М. Избранные песнопения православной церкви [для смешанного хора без сопровождения]. — СПб., 1897.
- Орлов В. М. Три духовных хора [для хора без сопровождения] / Сл. И.Кронштадтского. — [М.], [1896].
- Пасхальный канон : Основной мотив простого напева / Записано В. М. Орловым. — СПб.: К.Леопас, [1901]. — 16 с.

романсы, песни
- Орлов В. М. Для чего ты так на меня глядишь? : Песня / Сл. Н. С. Опочинина. — СПб.: К.Леопас, [1890]. — 5 с.
- Орлов В. М. Застольные песни : Для 3-х однородных голосов [без сопровожд.] : партитура. — М.: П.Юргенсон, [1896]. — 19 с.
- Орлов В. М. «Песни нашего кружка» : 16 хоров для смешанных голосов (a capella). — М.; Лейпциг: П.Юргенсон, [1898]. — 23 с.
- Орлов В. М. Песни о родине : 27 3-голос. хоров [a capella] на слова Пушкина, Лермонтова, Жуковского, Хомякова, Кольцова, Ф.Глинки, Майкова, Аксакова, Никитина, Тютчева, Вяземского, Фета, Жадодовской и др. — СПб.; М.: В.Бессель и К°, [1894]. — 35 с.
- Орлов В. М. «Песни русского паломника» : 17 4-х и 3-голос. хоров [a capella] на слова К. Р., Лермонтова, Полонского, Кольцова, Огарева, Никитина, Минаева, Миллера и др. — М.; П.Юргенсон, [1897]. — 27 с.
- Орлов В. М. Песня деда мороза («Вглядись молодица») [с аккомп. ф-п.] / Сл. Н. А. Некрасова. — СПб., 1893.
- Орлов В. М. Полянка (плясовая казацкая песня) : Мотив заимствован из сб. нар. песен А. П. Аристова : Для смеш. и мужск. хора с ф-п. : Партитура. — М.: Гос. изд-во Муз. сектор, 1929. — 11 с. — (Девять хоров на темы рус. песен для смеш. и мужск. гол., № 9)
- Орлов В. М. Под окном моим : Цыганский романс. — СПб.: К.Леопас, [1892]. — 5 с. — (Любимые романсы и песни, № 25)
- Орлов В. М. Пред тобой лицемерить не стану : Романс / Сл. А. М. — СПб.: К.Леопас, [1893]. — 5 с. — (Любимые романсы и песни, № 28)
- Орлов В. М. Прощанье («Настал тяжёлый час…») : Романс / Сл. Г. А. Р. — СПб.: К.Леопас, [1890]. — 5 с.
- Орлов В. М. Расскажи мне / Сл. А.Будищева. — СПб.: К.Леопас, [1895]. — 3 с. — (Романсы и песни В. М. Орлова)
- Орлов В. М. Сад мой темный : Серенада / Сл. Н.Грекова. — СПб.: [1879].
- Орлов В. М. Святочные и весенние песни на слова русских поэтов : хоры для 2-х и 3-х голосов с акк. ф-п. (ad lib. a capella). — М.; П.Юргенсон, [1896]. — 29 с. — (Содерж.: Пастушок; Вольная птичка; Утренняя звезда; Кузнец; Ранняя птичка; Не давай меня, батюшка, замуж; Молодые; Летний вечер; Ночь; Степь весною)
- Орлов В. М. Семь романсов. — М.: П.Юргенсон, [1896]. — (Тихо море голубое; Восточный цветок («Склонился грустно лотос…»); Волны («У моря вдвоём мы сидели…»); О, будь моей звездой; В тот вечер; Песня жницы («Жну я, поджинаю»); Пантелей государь (русская песня))
- Орлов В. М. Сквозь туманную мглу : Дуэт для меццо-сопрано и баритона / Сл. Альбинского. — СПб.: К.Леопас, [1896]. — 5 с. — (Романсы и песни В. М. Орлова, № 7)

для обучающихся
- Орлов В. М. И я пианист! : Пособие для первонач. обучения… [55 нар. рус. и др. напевов и танцев для ф-п.]. — М.: Юргенсон, [1897]. — 29 с.
- Орлов В. М. Певческая азбука для церковных хоров, а также для народного хора. — СПб.: Леопас, 1893. — 20 с.
- Орлов В. М. Трехголосные школьные хоры : Перелож для однородных голосов (a capella) [Тетр. 1-16]. — СПб.; М.: В.Бессель и К°, [189?].

литературные труды
- Орлов В. М. Искусство церковного пения : Организация певческого хора, уменье управлять и руководить им, общее пение в учеб. заведениях и нар. хор : Практ. сведения для регентов. — СПб. : К. Леопас, 1894. — 60 с.
  - Орлов В. М. Искусство церковного пения, или Практические сведения для регентов : Организация певческого хора, уменье управлять и руководить им, общее пение в учеб. заведениях и нар. хор : Практ. сведения для регентов. — 2-е изд., проверенное В. А. Фатеевым. — СПб. : К. Леопас, 1910. — 60 с.
- Регентские таблицы задавания тонов на Велицей Вечерне, Утрени Литургии : Пособие для начинающих регентов / Сост.: В. М. Орлов. — М., 1895.